# Thongchai Jaidee
Thongchai Jaidee (Thai: ธงชัย ใจดี – [tʰoŋ-ʧai ʤai-diː], * 8. November 1969 in der Provinz Lop Buri, Zentral-Thailand) ist ein thailändischer Profigolfer der PGA Tour Champions.

## Werdegang
Thongchai Jaidee begann relativ spät, mit 16 Jahren, Golf zu spielen, ging 1989 zur Königlich Thailändischen Armee und wurde zum Fallschirmjäger ausgebildet. Er hatte eine erfolgreiche Amateurkarriere mit fünf Turniersiegen, darunter die Amateurmeisterschaften von Pakistan, Thailand und Singapur und startete erst 1999 seine Laufbahn als Berufsgolfer.
Thongchai wandte sich der Asian Tour zu, war bald erfolgreich und gewann die Geldranglisten der Jahre 2001, 2004 und 2009. Im Februar 2004 war er der erste thailändische Golfer, der ein Turnier der European Tour siegreich beendete, die Carlsberg Malaysian Open, ein Event, das gemeinsam mit der Asian Tour veranstaltet wurde. Im Jahr darauf konnte Thongchai diesen Titel verteidigen. Für das Masters 2006 erhielt er eine Einladung und wurde zum ersten Thailänder, der alle vier Majors gespielt hat. Seit 2020 spielt er auf der PGA Tour Champions.
In der Golfweltrangliste lag er von 2004 bis 2017 mit kurzen Unterbrechungen unter den Top 100, sein bestes Ranking in der European Tour Order of Merit war ein 19. Platz in der Saison 2009. Thongchai wurde ins asiatische Team für die 2006 erstmals ausgetragene Royal Trophy einberufen, einem Mannschaftsbewerb nach Art des Ryder Cups zwischen Asiens und Europas Elitegolfern. Im Dynasty Cup stand er in den bisher ausgetragenen Begegnungen – 2003 und 2005 – im siegreichen asiatischen Team.
Thongchai Jaidee ist seit 1998 mit Namfon Jaidee verheiratet. Die beiden haben ein Kind und ihren Wohnsitz in Lop Buri, Thailand.

## European Tour
- 2004 Carlsberg Malaysian Open (gemeinsam mit Asian Tour)
- 2005 Carlsberg Malaysian Open (gemeinsam mit Asian Tour)
- 2009 Enjoy Jakarta Indonesia Open, Ballantine’s Championship (beide gemeinsam mit Asian Tour)
- 2012 ISPS Handa Wales Open
- 2014 Nordea Masters
- 2015 Porsche European Open
- 2016 Open de France

## Asian Tour Siege
- 2000 Kolon Cup Korean Open
- 2001 Wills Indian Open
- 2002 Myanmar Open
- 2003 Volvo Masters of Asia
- 2004 Myanmar Open, Carlsberg Malaysian Open (gemeinsam mit European Tour)
- 2005 Carlsberg Malaysian Open (gemeinsam mit European Tour)
- 2006 Volvo Masters of Asia
- 2008 Hana Bank Vietnam Masters, Johnnie Walker Cambodian Open
- 2009 Enjoy Jakarta Indonesia Open, Ballantine’s Championship (beide gemeinsam mit European Tour)
- 2010 Johnnie Walker Cambodian Open

## PGA Tour Champions Siege
- 2022 American Family Insurance Championship
- 2023 PURE Insurance Championship

## Andere Turniersiege
- 2000 Singha Bangkok Open (Thailand)
- 2001 Singha Bangkok Open

## Teilnahmen an Teambewerben
- Dynasty Cup (für Asien): 2003 (Sieger), 2005 (Sieger)
- Royal Trophy (für Asien): 2006, 2007, 2009 (Sieger), 2010, 2011, 2013
- World Cup: 2007, 2008, 2009, 2011, 2016
- EurAsia Cup (für Asien): 2014 (remis, Kapitän), 2016

## Resultate bei Major Championships
| Tournament        | 2001 | 2002 | 2003 | 2004 | 2005 | 2006 | 2007 | 2008 | 2009 | 2010 | 2011 | 2012 | 2013 | 2014 | 2015 | 2016 | 2017 |
| ----------------- | ---- | ---- | ---- | ---- | ---- | ---- | ---- | ---- | ---- | ---- | ---- | ---- | ---- | ---- | ---- | ---- | ---- |
| Masters           | DNP  | DNP  | DNP  | DNP  | DNP  | CUT  | DNP  | DNP  | DNP  | WD   | DNP  | DNP  | DNP  | T37  | 55   | 57   | DNP  |
| US Open           | T74  | DNP  | DNP  | DNP  | DNP  | DNP  | DNP  | DNP  | DNP  | T47  | DNP  | DNP  | CUT  | CUT  | CUT  | DNP  | DNP  |
| Open Championship | DNP  | WD   | DNP  | DNP  | T52  | DNP  | DNP  | DNP  | T13  | CUT  | CUT  | T77  | T32  | T39  | T65  | T22  | T27  |
| PGA Championship  | DNP  | DNP  | DNP  | CUT  | CUT  | DNP  | CUT  | DNP  | T36  | CUT  | DNP  | CUT  | T47  | CUT  | CUT  | T73  | CUT  |

DNP = nicht teilgenommen

CUT = Cut nicht geschafft

„T“ geteilte Platzierung

Grüner Hintergrund für Siege

Gelber Hintergrund für Top 10